# Maria Luisa Berti
Maria Luisa Berti (São Marinho, 6 de Outubro de 1971) é uma política de San Marino. Tomou posse para seu segundo mandato como capitã-regente em 1 de outubro de 2022, juntamente com Manuel Ciavatta.
Anteriormente, foi capitã-regente em conjunto com Filippo Tamagnini, no período de 1 de abril de 2011 e 1 de outubro de 2011, período em que esteve no partido Noi Sammarinesi (NS).